# Al Atkins
Allan John „Al“ Atkins (* 14. října 1947, Birmingham, Anglie) je britský heavy metalový zpěvák, nejvíce známý jako původní zpěvák skupiny Judas Priest, se kterou hrál do roku 1973, avšak nenahrál s ní nic. Svoji hudební kariéru začal v roce 1964.

## Sólová diskografie
- Judgement Day (1990)
- Dreams of Avalon (1991)
- Heavy Thoughts (1994)
- Victim of Changes (1998)
- Demon Deceiver (2007)
- Demon Deceiver... Plus (2009)
- Reloaded (2017)